# مكافحة الإرهاب

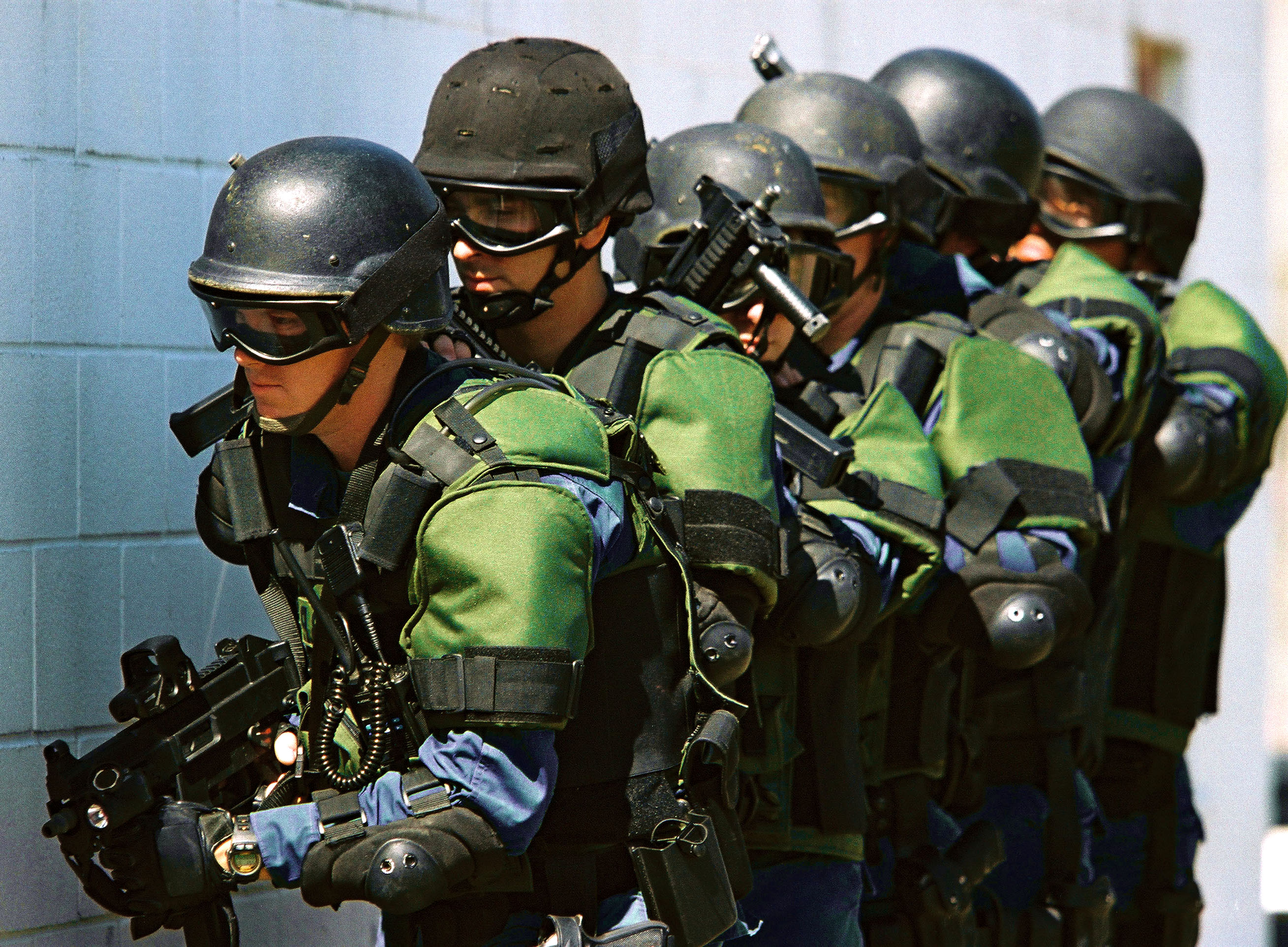
تدريب عسكري على مكافحة الارهاب

«مُكافحة الإرهاب» أو «مُجابهة الإرهاب» هي الأساليب والاستراتيجيات العسكرية، التي تُنفذها الحكومة والجيش وقوات إنفاذ القانون وإدارات الشرطة، وشركات الأمن الخاصة وأجهزة الاستخبارات والاستطلاع لمُناهضة الإرهابِ واقتلاعه من جُذوره، وتشمل الاستراتيجيات أيضًا منع وإيقاف جميع المحاولات لتمويل الإرهاب بالأسلحة والعتاد، أو أية وسائل أخرى من التمويل.
وإذا كان الإرهاب جُزءًا من التمرُد، فإن أجهزة مُكافحة الإرهابِ مِنَ المُفترض أن تستخدم نُظمًا لمكافحة هذا التَمرُد، حيث تستخدم قوات الجيش الأمريكي مُصطلح «الدفاع الداخلي الأجنبي-FID» للأنظمة التي تدعم الدول الأخرى في محاولات لقمع التمرُد، أو الفوضى والتخريب، كذلك الحد من الظروف التي يَنبُع منها أية تهديدات مُحتملة لزعزعة الأمن.

## نبذة تاريخية
كان رد الفعل للحملة الإرهابية المُتزايدة في بريطانيا التي قام بها المُسلحون الإيرلنديون في ثمانينيات القرن التاسع عشر «1880»؛ إنشاء أوّل وحدة لمكافحة الإرهاب من قِبل رئيس البلاد (السير ويليام هاركورت- Sir William Harcourt)، وقد شُكِّل الفرع الخاص الأيرلندي في البداية كقطاع من إدارة التحقيقات الجنائية التابعة لشرطة لندن في عام 1883، لمُكافحة الإرهاب الجمهوري الأيرلندي المُتمثل في التسلل والتخريب.
شَكَّل هاركورت وحدة دائمة مُكرّسة للحماية من العنف ذو الدوافع السياسية من خلال استخدام التقنيات والأساليب الحديثة مثل التسلل الخفي، وكان هذا الفرع الرائد الأول من نوعه في التدريبات على مُكافحة الإرهاب. وقد تم تغيير اسمها إلى الفرع الخاص لأنه تَوسّع بشكل تدريجي، ليكون دورها العام في مكافحة الإرهاب والتخريب والتسلل من الخارج، كما أُسسِت قوات تنفيذ القانون في بريطانيا وغيرها وحدات مماثلة.
انتشرت قوات مكافحة الإرهاب مع تهديد خطر الإرهاب المُتزايد في أواخر القرن العشرين، بشكلٍ خاص بعد أحداث 11 سبتمبر، وقد كَثفت الحكومات الغربية جُهودها بالتعاونِ مع الدول الأخرى، وتطوير الاستراتيجيات والنُظُم الوقائية.

## التخطيط

### الاستخبارات والمراقبة والاستطلاع
تشمل معظم استراتيجيات مُكافحة الإرهاب زيادة في كفاءة الشرطة والمخابرات المحلية، والأنشطة المركزية التقليدية مثل: اعتراض الاتصالات، وتعقّب الأشخاص، بالإضافة إلى التكنولوجيا الحديثة التي وَسعّت نطاق العمليات العسكرية، وتطبيق القانون بشكلٍ أكبر.
وغالبًا ما تُوجَه الاستخبارات المحلية إلى فئات محددة من الأفراد، يتم تحديدها بُناء على الأصل أو الدين، الذي يُعد مصدرًا للجدل السياسي، كما أن عمليات المراقبة الواسعة للسكان تُثير اعتراضهم على أسس الحرية المدنية، مِمّا يجعل من الصعب التعرف على الإرهابيين، وخاصة المُتسللين كالذئاب الذين كثيرًا ما يصعب اكتشافهم بسبب حملهِم لجنسية البلد ووضعهم القانوني، وقدرتهم على البقاء والتعايش كغيرهم من المواطنين.
ولتحديد الإجراء الفعّال عندما يبدو أن الإرهاب أكثر من واقعة مُنفصلة، يَتعيّن على المُنظمات الحكومية المعنية فَهم ومعرفة كل مصادرِ التحرُكاتِ والجماعات الإرهابية، ودوافعها، وأساليب إعدادهم وتجهيزهم، حيث تدخل الاستخبارات الجيدة في صميم هذا الإعداد بالإضافة إلى المعرفة السياسية والاجتماعية، ومن الناحية المُثلى في اكتشفاهم، أن يحصل العامل بالمخابراتِ على المعلومات من داخل المجموعة، وهذا يعتبر تَحديًا صعبًا للغاية لأن الخلايا الإرهابية عادةً ما تكون مجموعات صغيرة جدًا أي أن كل أعضائها يعرفون بعضهم البعض.
إنَّ مكافحةَ التجسسَ هو تحد كبير مع النُظم الأمنية القائمة على الخلايا الإرهابية، لأن الحصول على مصدر سري داخل الخلية هو أفضل الحلول؛ ولكن من المستحيل تقريبًا تنفيذه كما ذكرنا، ولكن يُمكن للتتبع المالي واعتراض الاتصالات للأفراد أن يُساهِم في الكشفِ عن تلك الخلايا؛ ولكن كل هذه السُبل يجب أن تكون مُتفِقة مع الخصوصية.

## السياسات التشريعية

### المملكة المتحدة
- تمتلك المملكة المتحدة تشريعات لمكافحة الإرهاب قائمة مُنذُ أكثر من ثلاثين عامًا، وقد جاء قانون منع العنف لعام 1939 ردًا على حملة العنف التي شَنها الجيش الجمهوري الأيرلندي تحت إطار «الخطة-S». وقد سُمِح بإنهاء هذا القانون في عام 1953، وأُلغي في عام 1973 ليحِل مَحلهُ قانون «منع الإرهاب» الذي كان ردًا على الأزمات في أيرلندا الشمالية، وجُددت أحكام القانون المؤقتة سنويًا من عام 1974 إلى عام.1989
- وفي عام 2000 اسِتُبدلت القوانين بقانون الإرهاب الدائم لعام 2000، الذي يَتضمن العديد من سُلطاته، ثم بعد ذلك قانون منع الإرهاب لعام 2005.
- قُدِّم قانون مكافحة الإرهاب والجريمة والأمن لعام 2001 رسميًا إلى البرلمان في 19 نوفمبر 2001 بعد مُضِّي شهرين من أحداث 11 سبتمبر 2001 في الولايات المُتحدة الأمريكية، وقد حازت على موافقة ملكية ودخلت حيز التنفيذ في 13 ديسمبر/كانون الأول 2001. وفي 16 ديسمبر/كانون الأول 2004، نَصَّ مجلس العموم على أنَّ الجزء الرابع لا يتفق مع الاتفاقية الأوروبية لحقوق الإنسان، ولكن بموجب أحكام قانون حقوق الإنسان لعام 1998 ظَلَّ قيد التنفيذ.
- وقد صِيغَ «قانون منع الإرهاب» لعام 2005 للردِ على قرار حُكم مجلس العموم، وأيضًا قانون منع الإرهاب لعام 2006 الذي يؤدي إلى جرائم جديدة مُتعلقة بالإرهاب، وقد سن القانون في أعقاب تفجيرات لندن 7 تموز/يوليو 2005، وقد ثَبُتَ أنَّ بعض شروط هذا القانون كانت محلًا للجدل الكبير مثل القوانين السابقة.
- ومُنذ عام 1978 تم مراجعة قوانين الإرهاب في المملكة المتحدة بشكل منتظم بواسطة مُراجِع مُستقِل للتشريع الإرهابي، الذي تَتَسِم تقاريره عادةً بالوضوح، وتُقدم أحيانًا إلى البرلمان ثم تُنشر بالكامل.

### الولايات المتحدة
- تتضمن القضايا القانونية الأمريكية المُحيطة بهذه المُشكلة أحكامًا بشأن التوظيف الداخلي للقوة والعنف من قِبل هيئات تنفيذ القانون.
- ويخضع البحث والضبط إلى التعديل الرابع لدستور الولايات المتحدة.
- نفذت الولايات المتحدة قانون «USA PATRIOT» بعد أحداث 11 سبتمبر، بالإضافة إلى مجموعة التشريعات الأخرى والأوامر التنفيذية المتعلقة بالأمن القومي.
- أنشئت وزارة الأمن الداخلي لتعزيز وكالات الأمن الداخلي للتنسيق ضد الإرهاب، فضلًا عن الاستجابة الوطنية للطوارئ والكوارث الطبيعية الكبرى.
- يُقيد قانون «Posse Comitatus» التوظيف الداخلي لجيش الولايات المتحدة والقوات الجوية للولايات المتحدة، وهو ما يتطلب مُوافقة رئاسية قبل انتشار الجيش أو القوات الجوية.
- ·تُطبَق سياسة البنتاغون هذه القيود على سلاح البحرية الأمريكية والمارينز، لأن قانون «Posse Comitatus» لا يشمل الخدمات البحرية على الرغمِ من أنها قوات عسكرية اتحادية.
- يُمكن استخدام وزارة الدفاع داخليًا بأمرٍ من الرئيس الأمريكي، كما حدث خلال أعمال الشغب التي وقعت في لوس أنجلوس في عام 1992، وإعصار كاترينا، وهجمات القناص «Beltway Snipers».
- إنَّ استخدام القوة المُدمرة خارجيًا أو دوليًا سوف يتطلب أمرًا رئاسيًا.

في فبراير 2017، قالت المصادر أن ترامب يعتزم إعادة تسمية وتجديد برنامج الحكومة الأمريكية لمكافحة العنف المُتطرف «CVE» للتركيز فقط على التطرف الإسلامي.

### مصر
بقرار جمهوري من الرئيس عبد الفتاح السيسي، رقم 355 لسنة 2017 تم إنشاء المجلس القومي لمواجهة الإرهاب والتطرف، والذي يهدف إلى حشد الطاقات المؤسسية والمجتمعية للحد من مُسببات الإرهاب ومعالجة آثاره.

8 مهام يقوم على تنفيذها المجلس القومي لمكافحة الإرهاب، وجاءت كالتالي:
- إقرار إستراتيجية وطنية شاملة لمواجهة الإرهاب والتطرف داخليًا وخارجيًا، وإقرار سياسات وخطط وبرامج جميع أجهزة الدولة المعنية بما يحدد دورها وإلزامها بإجراءات الواجب اتخاذها لتكامل التنسيق معها وفق جداول زمنية محددة ومتابعة تنفيذ هذه الاستراتيجية.
- التنسيق مع المؤسسات الدينية، والأجهزة الأمنية لتمكين الخطاب الديني الوسطي المعتدل ونشر مفاهيم الدين الصحيح بالمجتمع في مواجهة خطاب التشدد بكافة صوره.
- وضع الخطط اللازمة لإتاحة فرص عمل بمناطق التطرف، وإنشاء مناطق صناعية بها، ودراسة منح قروض مُيسرة لمن يثبت من خلال المتابعة إقلاعه عن الفكر المتطرف، ومتابعة تطوير المناطق العشوائية ومنح أولوية للمناطق التي يثبت انتشار التطرف بها بالتنسيق مع مؤسسات الدولة المختلفة.
- دراسة أحكام التشريعات المتعلق بمواجهة الإرهاب داخليًا وخارجيًا، واقتراح تعديل التشريعات القائمة لمواجهة أوجه القصور في الإجراءات وصولًا إلى العدالة الناجزة لتذليل المعوقات القانونية.
- الارتقاء بمنظومة التنسيق والتعاون بين كافة الأجهزة الأمنية والسياسية مع المجتمع الي خاصة دول الجوار والعمق الأمني والسعي لإنشاء كيان إقليمي خاص بين مصر والدول العربية يتولى التنسيق مع الأجهزة الأمنية المعنية بمكافحة الإرهاب والجريمة المنظمة وتنسيق المواقف العربية تجاه قضايا الإرهاب من خلال تشريعات وآليات إعلامية موحدة لمواجهة التطرف والإرهاب.
- إقرار الخطط اللازمة لتعريف المجتمع الدولي بحقيقة التنظيم الإرهابي ودور الدول والمنظمات والحكومات الداعمة للإرهاب ضد الدولة المصرية، والعمل على اتخاذ الإجراءات القانونية اللازمة ضد الأجهزة والدول الداعمة للإرهاب ضد الدولة المصرية وتجاه القنوات المُعادية التي تبث من خارج البلاد.
- تحديد محاور التطوير المطلوب تضمنيها بالمناهج الدراسية بمختلف المراحل التعليمية بما يدعم مبدأ المواطنة مقبول الآخر ونبذ العنف والتطرف.
- مُتابعة تنفيذ إجراءات التحفظ على أموال الكيانات الإرهابية والإرهابيين ورصد التحويلات المالية للعناصر والتنظيمات الإرهابية ووضع الإجراءات اللازمة لتكثيف جهود الجهات المختصة تجفيفًا لمصادر تمويل التطرف والإرهاب.[9]
- في يوم الجمعة الموافق لـ 24 نوفمبر 2017 قام مجموعة من المسلحين بالهجوم على مسجد الروضة في العريش بمركز بئر العبد أسفر عن مقتل 305 شخصًا كانوا يؤدون شعائر صلاة الجمعة في المسجد. كنتيجة للحادث الإرهابي طلب الرئيس المصري عبد الفتاح السيسي في 29 نوفمبر 2017 من رئيس أركان حرب القوات المسلحة، الفريق محمد فريد حجازي، ووزير الداخلية اللواء مجدي عبد الغفار استخدام كل القوة الغاشمة من قبل القوات المسلحة والشرطة ضد الإرهاب حتى اقتلاعه من جذوره في مده لا تتجاوز 3 أشهر.
- «العملية الشاملة سيناء 2018» هي حملة عسكرية مصرية شاملة ضد العناصر الإرهابية بدأت في 9 فبراير 2018 في شمال ووسط سيناء، ومناطق أخرى بدلتا مصر والظهير الصحراوي غرب وادي النيل بهدف إحكام السيطرة على المنافذ الخارجية والقضاء على الإرهاب.

### أستراليا
- قد نجحت أستراليا في عدة أعمال لمكافحة الإرهاب، وفي عام 2004 صَدر مشروع قانون يتألف من ثلاثة قوانين لمكافحة الإرهاب، قانون 2004 رقم2 و3، ثُمَّ قدم النائب العام (فيليب رودوكPhilip Ruddock-) مشروع قانون مكافحة الإرهاب لعام 2004 في 31 مارس، ووصفه بأنه مشروع قانون لتعزيز قوانين أستراليا لمُكافحة الإرهاب في العديد من النواحي، وهي مُهمة أصبحت أكثر إلحاحًا عقب التفجيرات الإرهابية المأساويّة الأخيرة في إسبانيا، وقال:

«إن قوانين أستراليا لمكافحة الإرهاب تتطلب مُراجعة ويجب تحديثها إذا لزم الأمر ليكون لدينا إطار قانوني قادر على حماية كل الأستراليين من وباء الإرهاب.»
واستكمل قانون مكافحة الإرهاب الأسترالي لعام 2005 سلطات القوانين السابقة، حيث يسمح التشريع الأسترالي للشرطة باحتجاز المُشتبه بهم لمدة تصل إلى أسبوعين دون توجيه أي تُهم إليهم، وأيضًا تتبع المُشتبه فيهم إلكترونيًا لمدة تصل إلى عام، حيث اشتمل قانون مكافحة الإرهاب الأسترالي لعام 2005 على بند «إطلاق النار حتى القتل» في دولة ديمقراطية ليبرالية، مِمّا جعل هذه الإجراءات مثيرةً للجدل والانتقادات من قِبل الحريات المدنية، والجماعات الإسلامية.

### بلجيكا
- شددت أجهزة الاستخبارات والأمن العام الإجراءات الأمنية وهذا عبر منح إدارة شؤون الأجانب والهجرة الحق في طرد الأجانب الذين يهددون الأمن العام والأمن الوطني، ومنعت الحكومة البلجيكية بيع مواد كيميائية يمكن أن تستخدم في إنتاج متفجرات يدوية الصنع مثل “بيروكسيد الاسيتون”.[10]
- صلاحيات جديدة لإجهزة الإستخبارات القوانين الجديدة منحت اجهزة الاستخبارات والشرطة الكثير من الصلاحيات، تسمح لرجال الأمن بتفتيش منازل المشتبه بهم أو فتح الطرود البريدية، كما يحق لرجال الأمن زرع أجهزة التنصت أو الكاميرات حسبما ذكر مكتب وزير العدل البلجيكي.

### ألمانيا
- إنشاء مركز في إطار مكافحة الإرهاب والهجمات الإلكترونية، ويُتوقع أن يعمل (13.500) جندي و (1.500) موظف مدني في في هذا المركز.[11]

## دور المرأة في مكافحة الإرهاب
لا يقتصر دور المرأة في الحد من هذه الظاهرة على اضطلاعها بمسؤوليتها تجاه التكوين الفكري والنفسي والاجتماعي للأبناء والعمل على دمجهم في المجتمع وتفاعلهم مع أنسجته تفاعلا بناء ليكونوا جزءًا من النسيج الحضاري للمجتمعات الإسلامية، وإنما يمتد دورها ليشمل المجتمع بأكمله من خلال قنوات العمل التي ترتادها، سواء في كونها المعلمة أو المربية والإعلامية والموجهة والطبيبة والمرشدة والداعية إلى الله تعالى إلى غير ذلك من الأمور التي حظيت بها المرأة في الإسلام .
فمن تمتهن منهن مهنة التدريس في المدارس والجامعات عليها القيام بدورها في نشر الفكر الوسطي والهداية الربانية لينخرط الشباب والصغار في المنظومات المجتمعية ولتصبح هذه الأجيال أداة قوية من أدوات محاربة التطرف والإرهاب، وعليها الاستعانة بكافة الوسائل التربوية لبناء شخصية سوية تبني ولا تهدم، وهكذا في مختلف الوظائف التي تشغلها المرأة عليها تقديم لبنة مُضيئة في بناء مانع قوي عالٍ مانع لاستشراء الإرهاب في المجتمعات.

### دور المنظمات النسائية في المجتمعات
يجب أن تأخذ المنظمات النسائية الشعبية مكانًا مُهمًا في سياسات الحكومات حيث أن هذه المنظمات تمثل الرأي العام الشعبي وهي لسان حال المجتمع، ولا شك أن في ذلك أحد أهم الاستراتيجيات الحكومية في التوجه بالمجتمعات نحو الوسطية والبعد به عن التطرف باعتبار المرأة هي أول مُوجه للفرد وأول مُدعَّم له بصفات السماحة وأول محصَّن له ضد التشدد والإرهاب. ولابد أن تمكين هذه المنظمات سيؤدى إلى إفساح المجال أمام النساء المصلحات لتوصيل رسائلهن لشرائح المجتمع المختلفة ومحاربة كل فكر متعصب مضاد للنساء.
ومما يساعد في وضع المرأة على الطريق الصحيح في محاربة الإرهاب قيام مؤسسات المجتمع المدني بتنظيم ورش عمل ودورات تدريبية من شأنها تقديم التثقيف الديني للنساء، ومن ثَمَّ إبراز تاريخهن الثقافي والقيم الدينية التي تتضمنها الأديان جميعها ونشر فكر التسامح وقبول الاختلاف مع الآخر وتوضيح فكرة التعددية في المجتمع الواحد. كما أن تمكين المرأة من الإدلاء برأيها نحو الإرهاب عن طريق الإعلام، يُشكِّل تأثيرًا معنويًا كبيرًا على أفراد المجتمع ويكشف ما يقوم به الإرهاب من انتهاكات غير إنسانية ومن ثَمَّ تجريم هذه الأعمال ومواجهتها، إضافة إلى أن مشاركة المرأة في نشر قيم التسامح والتعايش يُعد أساسًا وتعزيزًا لقيام حوار ديني ثقافي من خلال إسهاماتها في الندوات والمؤتمرات المعنية.

### مشاركة المرأة في المؤتمرات الدولية
لقد أثبتت المرأة خلال مشاركتها في المؤتمرات الدولية التي نظمت من أجل محاربة الإرهاب جدارتها وحضورها القوي في تقييم وعلاج ظاهرة الإرهاب بالفكر والعلم، ففي المؤتمر الذي نظمته الجامعة الإسلامية بالمدينة المنورة (2) حول مكافحة الإرهاب تحت عنوان «حلول فكرية ومراجعات عملية» ركزت دكتورة رقية عواشرية من الجزائر على دور المرأة في المجتمع بدايةً من الأسرة وحتى المؤسسات التربوية والصحية وأن المرأة هي القدوة والنواة في الأسرة التي تقوم بحماية القيم في المجتمع.
كما أشارت دكتورة هدى عبد المؤمن من مصر بضرورة مشاركة الأسرة والتعليم والتربية والإعلام ومنشأت التنمية الاجتماعية لتوضيح الفرق بين الدين ومظاهر التدين، باعتبار أن الإرهاب اتخذ من الدين جسرًا له، وعن كيفية تصدي المرأة للعنف جاء في البيان الختامي للمؤتمر الذي عقده المجلس القومي للمرأة في مصر تحت عنوان «هي والإرهاب» أن المرأة هي خط الدفاع الأول عن الأمن القومي للوطن لقيامها بتربية جيل راعٍ وحامٍ للوطن حيث إن النساء والأطفال هم الأكثر تأثراً بتداعيات الأعمال الإرهابية.
وعن دور المرأة الفعّال خلال ثورتي 25 يناير و30 يونيو، أشار وزير الأوقاف المصري إلى استعداد وزارته لفتح الباب أمام المتطوعات في العمل الدعوي والتنمية البشرية. كما أكدت رئيسة المجلس القومي للمرأة السفيرة مرفت التلاوي أن المرأة هي مدرسة الأجيال والضمان لحمايتهم من الفكر المتطرف وتنشئتهم على حب الوطن وتعزيز قيم الانتماء وأن المرأة قد أكدت قدرتها على الاهتمام بالقضايا التي تمس الأمن القومي وايضًا قدرتها على المشاركة في التنمية ودحر الإرهاب.

## حقوق الإنسان

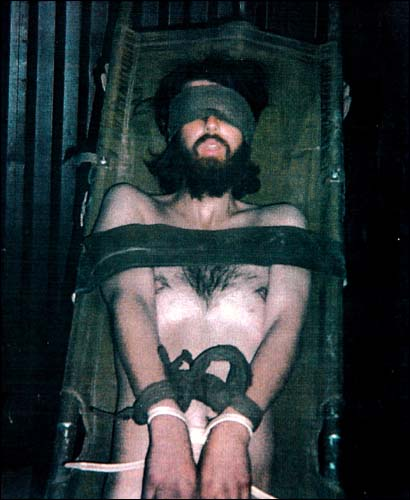
تم القبض على (جون ووكر ليندا) كعدو مقاتل خلال غزو أمريكا لأفغانستان عام 2001.

من الصعوباتِ والمشكلاتِ الرئيسية في تنفيذ الإجراءات الفعالة لمُناهضة الإرهاب، هي تضاؤل الحريات المدنية والخصوصية الفردية التي غالبًا تُطبق عليها هذه الإجراءات بالنسبة لمواطني الدول التي تُحاول مكافحة الإرهابِ أو الذين اعتقلتهم هذه الدول. يُنظَر أحيانًا إلى التدابير المُعدة لتشديد الأمن على أنها انتهاكات للسلطة أو حتى انتهاكات لحقوق الإنسان.
من ضمن هذه المشكلات: الاعتقال لفترات طويلة بمعزلٍ عن العالمِ الخارجي دون العرض على الجهات القضائية، وخطورة التعرض إلى التعذيب أثناء نقل الأفراد وإعادتهم وتسليمهم بين الدول أو داخلها، واتخاذ الإجراءات الأمنية التي تقمع الحريات والحقوق للمواطنين وتخالف مبادئ عدم التمييز.
تشمل الأمثلة على:
- في نوفمبر/تشرين الثاني 2003، وضعت ماليزيا قوانين جديدة لمكافحة الإرهاب التي سرعان ما تعرضت لانتقادات واسعة المدى من جانبِ جماعات حقوق الإنسان المحلية لأنها مُبهمة وغير واضحة، وادعى النقاد أن القوانين تضع الحقوق الأساسية لحرية التعبير وإنشاء الجمعيات، ثم استمرت ماليزيا في اعتقال حوالي 100 من المسلحين كما يزعموا بدون محاكمة، بمن فيهم خمسة طلاب ماليزيين تم اعتقالهم بسبب أنشطة إرهابية أثناء دراستهم في كراتشي بباكستان.[16]
- وفي نفس الشهر، ادعى المواطن الكندي – السوري (ماهر عرار) علنًا أنه تعرض للتعذيب في سجن سوري بعد أن سلمته الولايات المُتحدة إلى السُلطاتِ السورية.[16]
- وفي كانون الأول/ديسمبر 2003، وافق الكونجرس الكولومبي على قانون يمنح الجيش صلاحية الاعتقال، ومراقبة الهواتف وإجراء عمليات التفتيش بدون مبرر، أو أوامر قضائية.[16]
- شجعت الصور من المعاملة غير المعتادة للمعتقلين المحتجزين لدى الولايات المتحدة في العراق وأماكن أخرى على الفحص الدولي الدقيق في العمليات الأمريكية للحرب ضد الإرهاب.[17]
- لا يزال المئات من المواطنين الأجانب مُحتجزين لوقت غير معلوم، داخل معتقل «خليج غوانتانامو» بدون توجيه أي اتهامات إليهم أو مُحاكمتهم، على الرغم من وجود المعايير الدستورية الدولية والأمريكية التي تؤمن بتحريم مثل تلك الممارسات.[17]
- وهناك المئات من الأشخاص المشتبه فيهم بعلاقتهم بحركة طالبان أو القاعدة، لا يزالوا مُحتجزين مُنذُ فترة طويلة في باكستان أو في المراكز التي تُسيطر عليها الولايات المتحدة الأمريكية في أفغانستان[null .] [17]
- استخدمت الصين «الحرب على الإرهاب» لتبرير سياساتها في منطقة شينجيانغ الويغورية الذاتية الحكم التي أغلب سكانها من المُسلمين، لنزع هوية اليوغور.[17]
- ألقي القبض في المغرب والمملكة العربية السعودية، وتونس واليمن وبلدان أخرى على عشرات الأشخاص، واعتقلوا استبدادًا فيما يتعلق بأعمال إرهابية مُشتبه فيها أو لديهم صِلة بجماعات مُسلحة.[17]
- ظل أحد عشر رجلًا في حالة احتجاز أمني مُشدد في المملكة المُتحدة حتى عام 2005، بموجب قانون مكافحة الإرهاب والجريمة، والأمن لعام 2001.[17]

يرى الكثيرون أن مِثل هذه الانتهاكات يُمكنها أن تؤدي إلى تفاقم التهديد الإرهابي بدلًا من التصدي له، ويدافع المؤيدون لحقوق الإنسان عن الدور الحاسم لحماية حقوق الإنسان باعتباره جزءًا من مجابهة الإرهاب. ويُشير ذلك كما أيد مؤيدي حقوق الإنسان، على أن احترام الحقوق قد يساعدنا بالتأكيد على شمول الأمن، كما تضمنت منظمة العفو الدولية قسمًا عن مواجهة الإرهاب في التوصيات الواردة في «جدول أعمال مدريد» المُنبثق عن مؤتمر مدريد الذي عُقد في الفترة  8-11 مارس / آذار 2005 بشأن الديمقراطية والإرهاب:
    «إنّ المبادئ والقيم الديمقراطية تعتبر أدوات أساسية في مكافحة الإرهاب، وأي إستراتيجية ناجحة للتعامل مع الإرهاب تقتضي عزل الإرهابيين؛ بُناء على ذلك يجب أن تكون الأولوية لمعاملة الإرهاب بأنه عملًا إجراميًا ينبغي معالجته من خلال الأنظمة الموجودة لتنفيذ القانون، مع الاحترام الكامل لحقوق الإنسان وسيادة القانون، ونوصي بما يلي:
1. اتخاذ إجراءات فعالة لجعل الهروب من العقاب يُعد مستحيلًا سواء للأعمال الإرهابية أو عن الإساءة لحقوق الإنسان في تدابير مكافحة الإرهاب.
2. إدراج قوانين حقوق الإنسان في جميع البرامج والسياسات التي تتبعها الحكومات والهيئات الدولية.[17]

بينما ركزت الجهود الدولية لمجابهة الإرهاب على ضرورة تعزيز التعاون بين الدول، اقترح مؤيدو حقوق الإنسان ببذل المزيد من الجهود لإدراج حماية حقوق الإنسان على نحوٍ فعال كعنصر حاسم في هذا التعاون، وهم يتناقشون بأن الالتزامات الدولية لحقوق الإنسان لا تتوقف عند الحدود فقط، وربما يؤدي عدم احترام حقوق الإنسان في دولةٍ ما إلى فشل فعاليتها في الجهد الدولي للتعاون على مكافحة الإرهاب.

## الإعداد
تعمل الشرطة ورجال الإطفاء على الاستجابة الطبية السريعة في حالات الطوارئ، حيث يطلق عليهم «المستجيبون الأوائل»، ويوجد لديهم خطط للتخفيف من آثار الهجمات الإرهابية، على الرغم من أن الشرطة تستطيع أن تتعامل مع تلك الهجمات بالمثل.

### الاستهداف
مهما كانت أهداف وغايات الإرهابيين، هناك طرق مُتعددة لعرقلة تلك الأهداف لمنعهم من ضرب النقاط المُحددة، أو الحد من الأضرار الناجمة عن الهجمات. الطريقة الأولى: وهي تخفيف آثار مركبات وآلية العدو، لفرض مسافة خارج المباني العالية أو الحساسة سياسيًا لمنع تفجير السيارات والشاحنات، وهناك طريقة أخرى للحد من تأثير الهجمات: وهي تصميم المباني للإخلاء السريع.
من المُهم جدًا بقاء مقصورة القيادة للطيار داخل الطائرة مغلقةً تمامًا أثناء الرحلات الجوية، فهي لها الأبواب المُحصنة التي يُمكن فتحها بواسطة الطيارين فقط داخل المقصورة.
قامت محطات السكك الحديدية في المملكة المُتحدة بإزالة حاويات القمامة ردًا على التهديد المؤقت للجيش الجمهوري الأيرلندي، لأنها تعتبر أماكن ملائمة لإخفاء القنابل بها، وأزالت المحطات الأسكتلندية بعد تفجيرات لندن في 7 يوليو 2005 كإجراء وقائي، وقد اشترت هيئة النقل في ماساتشوستس حواجز مقاومة للقنابل بعد هجمات 11 سبتمبر الإرهابية. ويجب أن يؤخذ بعين الاعتبار وجود منهج مُتطور لمنع استهداف البنية التحتية، والمنشئات الصناعية وغيرها من المنشئات الحيوية الأساسية التي يمكن مهاجمتها.
لا يحتاج الإرهابيون إلى استيراد الأسلحة الكيميائية إذا أرادوا التسبب في حادث صناعي ضخم، ككارثة بوبال، أو انفجار هاليفاكس؛ لأن المواد الكيميائية الصناعية تخضع إلى مزيد من الحماية في صناعتها، والشحن والنقل والتخزين، ويسعى المسؤولون ببذل جهدًا أكبر في الحفاظ على ذلك التقدم. وبإمعان النظر في خطورة ذلك، نجد أن أول استخدام لهجمات كيماوية مُميتة كان في الحرب العالمية الأولى، حيث استخدم 160 طنًا من غاز الكلور السام. واُستُخدمت الشحنات الصناعية من الكلور على نطاق واسع في الصناعات الكيميائية، وتنقية المياه.
مثال آخر:
وضحت شبكة الكهرباء في أمريكا الشمالية في ظِل حالة التعتيم بالشمال الشرقي عام 2003، عن تعرضها للكوارث الطبيعية مُقترنة بعدم كفاءة الشبكات التي لم تكن غير آمنة، ويرجع الجزء الحساس بسبب إلغاء القيود التي تؤدي إلى ترابط أقوى في شبكة مُصممة خصيصًا لإنتاج الطاقة بين المرافق، لكن هناك عدد صغير من الإرهابيين الذين يهاجمون وحدات الطاقة الرئيسية عندما يتسلل واحد أو أكثر من المهندسين إلى مراكز التحكم في الطاقة.
وقد تم استخدام تقنية تزويد الأهداف المُحتملة بحاويات أو أكياس من شحم الخنازير، لتثبيط الهجمات المنفذة من قِبل العمليات الانتحارية، مع العلم أن هذه الطريقة قد استخدمت على نطاق محدود بواسطة السلطات البريطانية في عام 1940. ونبعت هذه الفكرة بسبب نقطة ضعف الانتحاريين من الجماعات الإسلامية «المُتطرفة»، أنهم لا يقبلون أن يُدَنسُوا بشحمِ الخنزير عند اللحظة الأخيرة من الموتِ، وقد اقترحت الفكرة مُؤخرًا كتصدي للتفجيرات الانتحارية في إسرائيل. ومع ذلك فإن هذه الخطة ربما تفشل، حيث أنه من الممكن أن يُصدر عالم الدين لتلك الجماعات الإرهابية فتوى تُؤكد بأن الانتحاري لن يكون مُلوّثًا أو مُدنسًا من بقايا الخنازير.

### القيادة والتحكم
إن نظام القيادة والتحكم بالحوادث «ICS» في أمريكا الشمالية والقارات الأخرى، هو المناسب للسيطرة على الهجمات الإرهابية أو التهديدات، والمشاركة في الاستجابة للطوارئ، وقد تختلف مستويات «ICS» للتصعيد، مثل الحاجة ربما إلى حوادث متعددة في منطقة معيّنة، كتفجيرات لندن عام 2005 أو تفجيرات قطار مدريد عام 2004، أو بشكل واضح يتطلب استدعاء خطة الاستجابة الوطنية إذا كانت الموارد على المستوى الوطني، على سبيل المثال: احتمالية وقوع هجمات وأحداث نووية، أو بيولوجية أو إشعاعية أو هجوم كيماوي كبير.

### تخفيف الضرر
لتخفيف الضرر تقوم قوات الأعمال العامة، ومسؤولي المنشئات الحيوية كالغاز والكهرباء والمياه، ومقاولي التشييد والبناء بمساعدة إدارات مكافحة الحرائق بالدعم، والتعامل مع عواقب أي هجوم.

### الأمن القومي
مرةً أخرى تحت إطار نموذج قيادة الحوادث، يُمكن للشرطة المحليّة عزل وفصل منطقة الحادث عن المناطق الأخرى، والحد من الفوضى، وقيام وحدات الشرطة الخاصة بعمليات تكتيكية ضد العناصر الإرهابية، وغالبًا تكون هناك وحدات مُتخصصة لمُجابهة الإرهاب، تقوم بعملها بإذن سلطة مدنية أو عسكرية تتجاوز المستوى المحلي.

### الخدمات الطبية
تتعامل إدارة خدمات الاستقبال والطوارئ في المستشفيات مع كافة الحوادث، وتعالج المصابين، ونقل الضحايا، وهذا العمل يحتاج إلى التنسيق مع الجهات المعنية لوضع خطط استقبال الإصابات الجماعية ونقل الضحايا وعلاجهم بأسرع ما يُمكن. ويمكن تحويل عمل مؤسسات الصحة العامة من المستوى المحلى إلى المستوى القومي، للتخفيف من الهجمات البيولوجية المُحتملة، والتلوث الإشعاعي والكيميائي أحيانًا.

## الوحدات الاستراتيجية
في هذه الأيام، تمتلك مُعظم الدول وحدات خاصة للتعامل مع التهديدات الإرهابية، وبالإضافة إلى قوات الأمن المُختلفة يوجد وحدات إستراتيجية من الطبقة الراقية، تعرف أيضًا بـ «القوات الخاصة»، التي يتمثل دورها في القتال مع العناصر الإرهابية مباشرة، ومنع الهجمات الإرهابية، وتقوم هذه الوحدات بأعمال وقائية، وإنقاذ الرهائن، والاستجابة السريعة للهجمات والطوارئ. كل الفرق الخاصة في معظم الدول، تكون مُدربة على مستويات عالية من الكفاءة والتقنيات والأساليب والاستراتيجيات الحديثة لمكافحة الإرهاب.
إنَّ مُعظم الإجراءات والتدابير تنجح في منع الهجمات الإرهابية التي تؤثر على منطقٍة ما، أو حتى تقوم بالتهديد؛ ولكن من الصعب جدًا التعامل مع الاغتيالات، أو الانتقام من الأفراد، وذلك بسبب التسلل السريع للعناصر الإجرامية، والمدة القصيرة للتنبيه بالخطر.
يتم تدريب هذه الوحدات تدريبًا خاصًا على استراتيجيات وخطط مُجهزة بشكلٍ جيد على القتال مع التركيز على أداء المهمات بأقل الإصابات والخسائر، وتشتمل الوحدات على: فرق الهجوم، والقناصة، وتدريبات الكلاب، وخبراء التخلص من المفرقعات والعبوات الناسفة، وأيضًا ضباط المخابرات الذين يقومون بجهود عظيمة. 
تُجرى مُعظم عمليات مكافحة الإرهاب على المستوى الاستراتيجي والتكتيكي بواسطة قوات إنفاذ القانون التابعة للدولة الوطنية أو الاتحادية أو تابعة لوكالات الاستخبارات، وفي بعض الدول يكون الجيش الملجأ الأخير لتنفيذ تلك العمليات.

## أمثلة للأحداث
مُعظم أحداث مكافحة الإرهاب التي كانت في القرن العشرين والحادي والعشرين، تم ذكرها في هذا الجدول:
| 'الحادث' | 'الحادث'                           | 'الحادث'                           | 'المكان'                                                             | 'جنسية الرهائن'                                                                    | 'الخاطفين'                                                                 | 'قوة مكافحة الإرهاب' | 'النتائج' |
| -------- | ---------------------------------- | ---------------------------------- | -------------------------------------------------------------------- | ---------------------------------------------------------------------------------- | -------------------------------------------------------------------------- | --- | --- |
| 1972     | 1972                               | الرحلة Sabena 571                  | مطار تل أبيب الدولي-إسرائيل                                          | متعددة الجنسيات                                                                    | سبتمبر الأسود                                                              | ماتكال | وفاة راكب، قتل2 من الخاطفين، إصابة مقاتل، القبض على 2 من الخاطفين، باقي المسافرون الـ 96 بأمان.                                        |
| 1972     | مذبحة ميونيخ                       | مذبحة ميونيخ                       | أولمبياد ميونيخ، ألمانيا                                             | إسرائيليين                                                                         | سبتمبر الأسود                                                              | الشرطة الألمانية | مقتل جميع الرهائن وخمسة من المختطفين، القبض على 3 خاطفين ثم الإفراج عنهم                                                               |
| 1975     | أزمة رهائن المبنى AIA              | أزمة رهائن المبنى AIA              | المبنى AIA كوالالمبور، ماليزيا                                       | متعددة، الأمريكية، والسويدية                                                       | الجيش الأحمر الياباني                                                      | وحدة العمليات الخاصة | إنقاذ جميع الرهائن ونقل جميع الخاطفين إلى ليبيا.                                                                                       |
| 1976     | غارة عنتيبي                        | غارة عنتيبي                        | عنتيبي، أوغندا                                                       | الإسرائيليين واليهود. وأطلق سراح الرهائن غير اليهود بعد فترة وجيزة من القبض عليهم. | PFLP                                                                       | ماتكال، تزانهانيم، غولاني | مقتل 6 خاطفين و45 جنديا اوغنديا و3 رهائن وجندي إسرائيلي واحد. وتم إنقاذ 100 رهينة.                                                     |
| 1977     | اختطاف الرحلة Lufthansa Flight 181 | اختطاف الرحلة Lufthansa Flight 181 | المجال الجوي الإسباني ومقديشيو - الصومال.                            | متعددة                                                                             | PFLP                                                                       | GSG 9 القوات الجوية | مقتل رهينة قبل الغارة، قتل 3 خاطفين، القبض على إرهابي، تم إنقاذ 90 رهينة.                                                              |
| 1980     | أحداث شغب سجن تراني                | أحداث شغب سجن تراني                | تراني - إيطاليا                                                      | إيطالية                                                                            | Red Brigades                                                               | مجموعة التدخل الخاصة (GIS) | سلامة 18 شرطيا، وتم القبض على جميع الإرهابيين                                                                                          |
| 1980     | حصار السفارة الإيرانية             | حصار السفارة الإيرانية             | لندن، المملكة المتحدة                                                | معظمهم من الإيرانيين، وبعض البريطانيين                                             | الحركة الثورية الديمقراطية لتحرير عربستان                                  | القوات الخاصة الجوية SAS | 1رهينة، 5خاطفين قتلى، القبض على واحد، تم إنقاذ 24 رهينة، أصيب ضابط بحروق طفيفة                                                         |
| 1981     | غارودا اندونيسيا الرحلة 206        | غارودا اندونيسيا الرحلة 206        | دون موانغ، المطار الدولي، تايلاند                                    | الإندونيسية                                                                        | الحركة الجهادية                                                            | القوات المسلحة Kopassus, RTAF | انتحار إرهابي، مقتل 4 خاطفين ووفاة ضابط، إصابة الطيار، جميع الرهائن تم انقاذهم                                                         |
| 1982     | تحرير الجنرال James L. Dozier      | تحرير الجنرال James L. Dozier      | بادوا، إيطاليا                                                       | أمريكان                                                                            | Red Brigades                                                               | (NOCS) | القبض على الخلية الإرهابية بأكملها، وإنقاذ الرهائن                                                                                     |
| 1983     | هجوم السفارة التركية               | هجوم السفارة التركية               | لشبونة، البرتغال                                                     | أتراك                                                                              | الجيش الأرمني الثوري                                                       | GOE | وفاة رهينة، وخمسة إرهابيين وضابط شرطة، وإصابة ضابط وأحد الرهائن                                                                        |
| 1985     | اختطاف Achille Lauro               | اختطاف Achille Lauro               | إيطاليا والمجال الجوي الدولي                                         | متعددة                                                                             | PLO                                                                        | الجيش الأمريكي والقوات الخاصة الإيطالية | مقتل أحد الخاطفين، والقبض على أربعة |
| 1986     | حصار سجن Pudu                      | حصار سجن Pudu                      | «Pudu سجن « كوالالمبور، ماليزيا                                      | اثنين من الأطباء                                                                   | السجناء                                                                    | وحدة القوات الخاصة | القبض على 6 خاطفين، وأنقذ رهينتان |
| 1993     | عملية Ashwamedh                    | عملية Ashwamedh                    | أمريتسار، الهند                                                      | 141 مسافر                                                                          | الإرهابي محمد يوسف                                                         | NSG commandos | مقتل 3 خاطفين، وجميع الرهائن تم انقاذهم                                                                                                |
| 1994     | رحلة الطيران الفرنسية 8969         | رحلة الطيران الفرنسية 8969         | مرسيليا، فرنسا                                                       | متعددة                                                                             | GIA                                                                        | GIGN | مقتل 4 خاطفين، 3 رهائن قتلوا قبل الغارة، انقاذ الرهائن وعددهم 229                                                                      |
| 1996     | أزمة الرهائن بالسفارة اليابانية    | أزمة الرهائن بالسفارة اليابانية    | ليما، بيرو                                                           | اليابانيين والزوار (+800)                                                          | الحركة الثورية Túpac Amaru                                                 | الجيش البيروفي و قوات الشرطة | إنقاذ رهينة و2 من رجال الإنقاذ، وقتل جميع الخاطفين الـ 14                                                                              |
| 2000     | Sauk Arms Heist Al-Ma'unah         | Sauk Arms Heist Al-Ma'unah         | بيراك، ماليزيا                                                       | الماليزيين 2من رجال الشرطة، جندي واحد، ومواطن                                      | Al-Ma'unah                                                                 | 20فرد من القوات الخاصة | وفاة 2 من الرهائن، واثنين من رجال الإنقاذ، وواحد من الإرهابيين، وتم القبض على الـ 28 الباقين                                           |
| 2002     | احتجاز رهائن مسرح موسكو            | احتجاز رهائن مسرح موسكو            | موسكو                                                                | جنسيات متعددة، وأكثر من 900 روسي                                                   | الشيشان                                                                    | Spetsnaz قوة الروسية | وفاة 129:204 من الرهائن، وجميع الإرهابيين الـ 39، وتم إنقاذ 700 رهينة                                                                  |
| 2004     | احتجاز الرهائن في مدرسة بيسلان     | احتجاز الرهائن في مدرسة بيسلان     | بيسلان، أوسيتيا الشمالية-ألانيا (جمهورية مستقلة شمال الاتحاد الروسي) | روسيين                                                                             | الشيشان                                                                    | النظام المختلط الروسي | مقتل 334 رهينة وجرح المئات. قتل 10-21 من رجال الانقاذ. قتل 31 إرهابيًا، القبض على واحد                                                  |
| 2007     | حصار مسجد لال                      | حصار مسجد لال                      | إسلام آباد - باكستان                                                 | باكستانيين                                                                         | طلاب مسجد لال                                                              | القوات المسلحة الباكستانية والرينجرز | مقتل 111 مسلحًا، و23 طالبًا، و12 من قوات الأمن، و33 جريح من القوات و11 جندي جريح، ووفاة 14 مدنيًا                                         |
| 2007     | إنقاذ رهائن كركوك                  | إنقاذ رهائن كركوك                  | كركوك - العراق                                                       | طفل تركماني                                                                        | القاعدة                                                                    | CTG لمكافحة الإرهاب التابعة لحكومة كردستان | اعتقال خمسة إرهابيين، وإنقاذ رهينة |
| 2008     | عملية Jaque                        | عملية Jaque                        | كولومبيا                                                             | جنسيات متعددة                                                                      | القوات المسلحة الثورية الكولومبية                                          | | تحرير 15 رهينة، واعتقال إرهابيان |
| 2008     | عمليات الفجر                       | عمليات الفجر                       | خليج عدن، الصومال                                                    | جنسيات متعددة                                                                      | القراصنة الصومالية والمسلحين                                               | باسكال والقوات المختلطة الدولية | انتهت المفاوضات بإطلاق سلاح 80 رهينة                                                                                                   |
| 2008     | هجمات مومباي                       | هجمات مومباي                       | أماكن متعددة في مدينة مومباي                                         | المواطنين الهنود، والسياح الأجانب                                                  | الإرهابي أجمل قصاب، وباكستانيين آخرين                                      | 300 مقاتل من NSG 100مقاتل من المارينز 400 من الجيش | مقتل 141 مدنيا هنديا، و30 أجنبيا، و15 شرطيًا. وقتل 9 مهاجمين، واعتقل 1 مهاجم و293 جريحًا                                                 |
| 2009     | هجمات لاهور                        | هجمات لاهور                        | أماكن متفرقة في مدينة لاهور                                          | باكستان                                                                            | Lashkar-e-Taiba                                                            | قوات الشرطة والجيش | |
| 2011     | عملية الفجر بخليج عدن              | عملية الفجر بخليج عدن              | خليج عدن، الصومال                                                    | الكوريين، ميانمار، الاندونيسية                                                     | القراصنة الصومالية                                                         | جمهورية كوريا البحرية أسطول الحرب الخاص | أكثر من أربع قتلى أو مفقود، والقبض على خمسة إرهابيين، وإنقاذ جميع الرهائن                                                              |
| 2012     | احتجاز رهائن جورجيا                | احتجاز رهائن جورجيا                | لوبوتا - جورجيا                                                      | الجورجيين                                                                          | الشيشان الأصليون، المسلحين الروس، والجورجيين                               | مركز العمليات الخاصة، SOD, KUD والقوات الخاصة للجيش | مقتل اثنان من أعضاء KUD، ومقاتل من القوات الخاصة، وإصابة 16 من الإرهابيين والقبض على واحد، وتحرير جميع الرهائن                         |
| 2013     | 2013 مواجهة لحد داتو               | 2013 مواجهة لحد داتو               | لحد داتو - ماليزيا                                                   | ماليزيين                                                                           | قوات الأمن الملكية بسلطنة سولو وبورنيو الشمالية (فصيل Jamalul Kiram III's) | القوات المسلحة الماليزية، الشرطة الملكية الماليزية، قوات البحرية وتطبيق القانون، والقوات المشتركة لمكافحة الإرهاب بالإضافة إلى القوات المسلحة الفلبينية | مقتل 8 من رجال الشرطة من بينهم اثنين من PGK، وأصيب 12 آخرون. - مقتل 56 مُسلحًا - 3 جرحى - تحرير جميع الرهائن. مقتل 6 مدنيين، وواحد جريح. |

## إعداد برامج وأساليب ضد الإرهاب
يعتبر مجال نُظم مكافحة الإرهاب كبير جدًا من الناحية المادية مثل «الحدود الطويلة، وازدياد حركة المرور في المدن المزدحمة، والمناطق الشاسعة»، وبالإضافة إلى أبعاد أخرى مثل نوع ودرجة خطر الإرهاب، والتداعيات الدبلوماسية والسياسية، والقضايا القانونية.
في هذه الظروف، تُعد المثابرة على تطوير نظام لمكافحة الإرهاب مُهمة شاقة، حيث ينبغي لهذا النظام أن يجمع بين شتى التكنولوجيات الحديثة لتمكين المُهمات الاستخباراتية، والمُراقبة والاستطلاع على مواصلة جهودهم، وإنّ تصميم نظام كهذا يُشكّل مشروعًا تكنولوجيًا.
هناك مشكلة في التصميم الخاص لهذا النظام، وهي أنّه سيواجه العديد من الشكوك في المستقبل، فربُما يزيد خطر الإرهاب أو يقل أو يظل كما هو، كما أن نوع الإرهاب والمكان من الصعب التنبؤ به. ومع ذلك، نريد تصميم نظام إرهابي خيالي ومصمم في هذه الأيام، من أجل منع أحداث الإرهاب لمدة عقد أو أكثر.
والحل المُحتمل هو دمج المرونة داخل تصميم النظام؛ لأن المرونة الراسخة يُمكن أن تمارس في المستقبل مع حدوث الشكوك وعدم التأكد، وتفيد أيضًا في الحصول على معلومات مُحدّثة. وإنّ تصميم وتقدير نظام الحماية لا ينبغي أن يكون مرتكزًا على سيناريو واحد؛ بل على مجموعة من السيناريوهات، ويُمكن أن تُدرج المرونة في تصميم نظام الإرهاب على شكل خيارات تُمارس في المستقبل عند توافر معلومات جديدة.
ما يترتب على استخدام هذه الخيارات الواقعية، سوف ينشأ نظامًا مرنًا لمكافحة الإرهاب له القدرة على التعامل مع المتطلبات الجديدة التي قد تظهر.

## إنفاذ القانون / الشرطة
بينما تعاني بعض الدول مشكلات الإرهاب طويلة الأمد مثل إسرائيل، فهي تمتلك وكالات لتطبيق القانون، تهدف في المقام الأول إلى التصدي وحظر الهجمات الإرهابية،  وفي دولٍ أخرى تعتبر مكافحة الإرهاب نسبية أكثر من الهدف الأخير للشرطة المدنية ووكالات تطبيق القانون.
بينما نادى بعض الباحثون في مجال الحرية المدنية، والعدالة الجنائية على جهود وكالات إنفاذ القانون في مجابهة الإرهاب بأنه عمل غير مجدي ومكلف ، أو اعتبارها تهديدًا للحريات المدنية.  بدأ باحثون آخرون بالوصف والتحليل لمعظم الأبعاد المُهمة للشرطة بأنها ركيزة أساسية في مكافحة الإرهاب، ولاسيما في الفترة ما بعد 11 سبتمبر، وقد جادلوا في وجه نظر مؤسسات الشرطة للإرهاب على أنها مسألة مكافحة والسيطرة على الجريمة. وتبيّن هذه التحليلات دور الشرطة المدنية في مكافحة الإرهاب بالإضافة إلى النموذج العسكري «الحرب على الإرهاب».

## قوات مكافحة الإرهاب الدولية
«+» تشير إلى أن المنظمة العسكرية تُنفذ عملياتها محليًا    
- مِصر: «الوحدة 777 قتال»، تختص بمقاومة الإرهاب الدولي، وتحرير وإنقاذ الرهائن المُحتجزين داخل المنشآت والسفن والطائرات وجميع وسائل المواصلات ولا تُشارك في الحرب نظراً لطبيعة مهامها، تلقت الوحدة 777 تدريبات مشتركة مع قوة دلتا التابعة للقوات الخاصة الأمريكية، وغواصي البحرية الأمريكية والقوة GIGN الفرنسية.
- القوات المسلحة المصرية.
- روسيا: «القوات الخاصة «A، قوة Vympel، OMON، والقوات الخاصة التابعة لرئاسة الأركان العامة للقوات المسلحة الروسية، والقوات: Vityaz, Rus, SOBR»»
- المملكة المتحدة: القوات الخاصة لمكافحة الإرهاب.
- الولايات المتحدة الأمريكية: مكتب التحقيقات الفيدرالي «FBI»، وحدة FBI الاستراتيجية الخاصة، FBI SWAT، القوات الفيدرالية الجوية، والقوة دلتا، والجيش الأمريكي، ومجموعة قوات البحرية الخاصة، وجهاز وكالة المخابرات المركزية»»، (SAD)، بالإضافة إلى قوات SWAT.
- أسبانيا: القوات: GEO, UEI و GEI, CITCO .
- تايوان: الصاعقة.
- السويد: قوة المهام الوطنية، والقوات الخاصة.
- تركيا: القوات الخاصة التركية.
- تونس: القوة BAT و USGN.
- المملكة العربية السعودية: قوات الأمن الخاصة، قوات الطوارئ الخاصة، مديرية المباحث العامة
- أوروغواي: قوات الجيش والشرطة.
- إسرائيل: YAMAM والشرطة، وجيش الدفاع الإسرائيلي وحرس الحدود، ووكالة الأمن لمكافحة الإرهاب.
- إيطاليا: القوات  NOCS, GIS [43].
- اليابان: شرطة اليابان، وقوة (JGDSF).
- كوسوفو: الوحدات الخاصة  NJSI-SIU.
- جمهورية لاتفيا: وحدة الشرطة «أوميجا».
- ألبانيا: رينيا
- الجزائر: مجموعة التدخل الخاصة «GIS»
- الأرجنتين: (قوات العمليات الخاصة الفيدرالية، الشرطة الفيدرالية الأرجنتينية)، وشرطة بوينس.
- أستراليا: الشرطة الاتحادية الأسترالية، منظمة الأمن والاستخبارات الأسترالية، قوات «TAG» الغربية والشرقية.
- النمسا: EKO Cobra ، الشرطة العسكرية النمساوية، Jagdkommando «القوات المسلحة النمساوية، العمليات الخاصة».
- بنغلاديش: قوات وغواصي البحرية الخاصة (BN SWADS).
- البرازيل: فرق شرطة الولاية والشرطة المحلية «SWAT»:  BOPE, COE, GATE, COT
- بلجيكا: الوحدات الخاصة، والشرطة الاتحادية.
- البوسنة والهرسك: SIPA
- بلغاريا: القوات الخاصة لمكافحة الإرهاب.
- كندا: المهام الخاصة للطوارئ، قوات المهام المشتركة 2.
- كتالونيا: مجموعة التدخل الخاصة  GEI.
- شيلي: GOPE (العمليات الخاصة للشرطة)، الشرطة المدنية التشيلية PDI.
- الصين: وحدة فهد الجليد+، SWAT بكين.
- كولومبيا:  AFEUR+, GAULA, COPES.
- كرواتيا: وحدة مكافحة الإرهاب، RH Alfa.
- جمهورية التشيك:  URNA (وحدة التدخل السريع للشرطة الوطنية)
- الدنمارك: وحدة التدخل الخاصة.
- جمهورية الدومنيكان: القوات الخاصة لمكافحة الإرهاب.
- استونيا: K-Commando.
- فنلندا: وحدة الشرطة للتدخل السريع.
- فرنسا: شرطة باريس، RAID، والقوة GIGN.
- جورجيا: مركز مكافحة الإرهاب وخدمات الأمن، ومركز الطوارئ والأزمات الخاصة.
- اليونان: جهاز مكافحة الإرهاب، الشرطة اليونانية، ووحدة مكافحة الإرهاب الخاصة.
- ألمانيا: الشرطة الاتحادية (GSG 9وBFE+)، شرطة الولاية (القوتين SEK و MEK).
- المجر: مركز مكافحة الإرهاب، الشرطة، قوات الدفاع الوطني المجرية.
- هونج كونج: وحدة المهام الخاصة، وحدة أمن المطارات، وحدة مكافحة الإرهاب.
- أيسلندا: قوة الفايكنج.
- الهند: NSG, NIA  فرقة مكافحة الإرهاب، وشرطة مومباي، الصاعقة، وفرق SWAT المحلية والدولية.
- إندونيسيا: الشرطة (الكتيبة (88، الجيش (الوحدة 81+)، الوحدة Bravo90+، القوات الجوية، ووحدات البحرية+.
- إيران: الشرطة الإيرانية (NAJA)، القوة NOPO، وشرطة الأمن.
- العراق: جهاز مكافحة الإرهاب العراقي.
- إيرلندا: (Garda) وحدة التحقيق الخاصة، ووحدة الاستجابة للطوارئ، الجيش العسكري التابعة لقوات الدفاع+.
- ليتوانيا: قوة ARAS للعمليات الخاصة.
- ماليزيا: قوة المهام الخاصة التابعة لشرطة ماليزيا.
- المكسيك: قوات التدخل السريع التابعة للجيش المكسيكي، والشرطة الاتحادية.
- المغرب: مجموعة الدرك الملكية.
- هولندا: قوة DSI»»، والقوات المارينز BBE.
- نيوزيلاندا: القوات الخاصة الجوية.
- نيجيريا: وكالة الاستخبارات الوطنية.
- النرويج: وحدة الاستجابة للطوارئ، FSK+.
- باكستان: الجيش الباكستاني، قوات الشرطة والقوات الخاصة لمكافحة الإرهاب.
- الفليبين: الجيش الفليبيني، القوات الخاصة PNP، البحرية، والقوات الجوية الفليبينية، والشرطة.
- بولندا: قوات BOA, SPAP, ABW V.
- البرتغال: القوة GOE و COE.
- رومانيا: فرقة مكافحة الإرهاب.
- صربيا: قوات  SAJ, PTJ, Cobras MP, MP-CT.
- سلوفينيا: وحدة الشرطة الخاصة SEP.
- كوريا الجنوبية: الوحدة 707 مهام خاصة، والقوات البحرية.
- سيريلانكا: القوات الخاصة للجيش الثالث السيريلانكي.

## الجيش
نظرًا لطبيعة الجهود والمهام التنفيذية لمكافحة الإرهاب، فإن التنظيمات العسكرية ليست تمتلك بصفة عامة وحدات مخصصة مسؤولة عن الملاحقة القضائية لهذه المهام، في حين أن وظيفة مجابهة الإرهاب تعد دورًا أساسيًا، يشمل عدة مهام مِمّا يسمح بالمرونة في توظيفهم، مع الاهتمام بالعمليات التي تحدث في النطاق المحلي أو الدولي.
وفي بعض الحالات يُحظر الإطار القانوني الذي تعمل فيه الوحدات العسكرية، التي تُنفذ عملياتها داخل الساحة الداخلية؛ على سبيل المثال فإنَّ سياسة وزارة الدفاع الأمريكية تمنع عمليات مكافحة الإرهاب الداخلية من قبل الجيش الأمريكي، استنادًا إلى قانون «Posse Comitatus Act»، والوحدات المُخصصة لتنفيذ تلك المهام لمكافحة الإرهاب تكون في الغالب من القوات الخاصة.
وفي الحالات التي تقوم فيها المُنظمات العسكرية بتنفيذ المهام داخل البلاد «محليًا»؛ ينبغي أن يكون هناك إخلاء رسمي من قِبل قوات تنفيذ القانون بشكل منتظم، لضمان الالتزام بإطار القيود التشريعية، مثلما حدث في حصار السفارة الإيرانية حيث ألقت الشرطة البريطانية بالمسؤولية رسميًا على عاتق القوات الجوية الخاصة عندما تجاوز الموقف قدرات الشرطة.